# Зильберхорнштрассе (станция метро)
«Зильберхорнштрассе» (нем. Silberhornstraße) — станция Мюнхенского метрополитена, расположенная на линии  между станциями «Колумбусплац» и «Унтерсбергштрассе». Станция находится в районе Обергизинг-Фазангартен (нем. Obergiesing-Fasangarten).

## История
Открыта 18 октября 1980 года в составе участка «Шайдплац» — «Нойперлах Зюд». Станция названа, как и улица над ней, в честь Иоганна Непомука Зильберхорн (нем. Johann Nepomuk Silberhorn), который в XIX веке был священником в местной церкви.

## Архитектура и оформление
Однопролётная станция мелкого заложения. Стены станции облицованы округленными оранжевыми цементо-волокнистыми плитами. Пол выложен бетонными блоками в мотиве гальки Изара, потолки облицованы алюминиевыми панелями с двумя рядами ламп. Имеет два выхода на обеих концах платформы. Примерно на высоте человеческого роста по всей путевой стене проходит красная полоса. В западном торце платформы расположен лифт.

## Таблица времени прохождения первого и последнего поезда через станцию

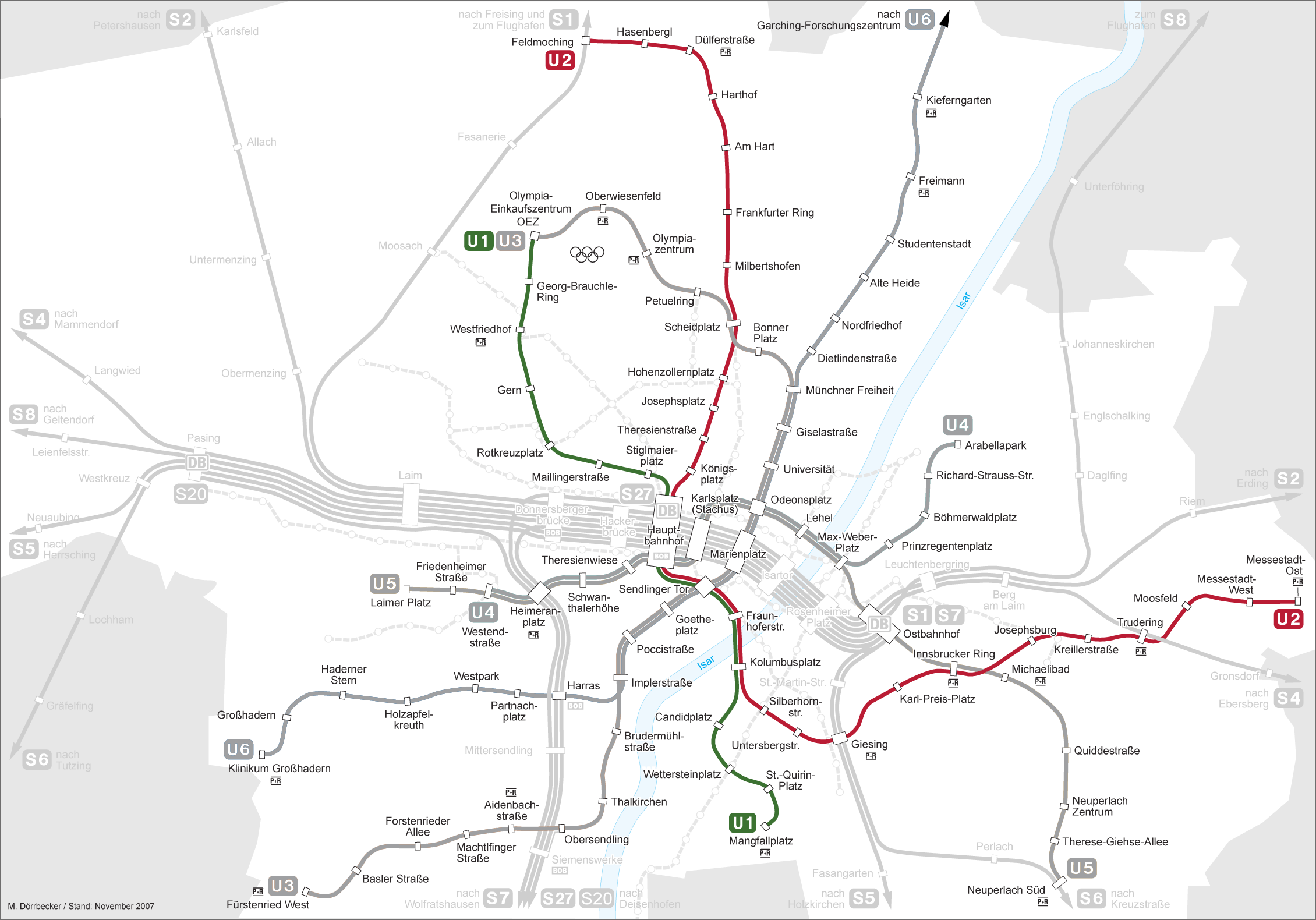
Сеть линий и мюнхенского метро

|                                       | Воскресенье — Четверг (ч:мм) | Пятница — Суббота (ч:мм) |
|                                       | первый                       |                          |
| последний                             |                              |                          |
| В сторону станции «Колумбусплац»      | 4:26                         | 4:26                     |
| В сторону станции «Колумбусплац»      | 1:08                         | 2:08                     |
| В сторону станции «Унтерсбергштрассе» | 4:40                         | 4:40                     |
| В сторону станции «Унтерсбергштрассе» | 1:23                         | 2:23                     |

## Пересадки
Проходят трамваи линий 15, 25 и ночной N27, а также автобус линии 58.
| Предыдущая станция | Расстояние | Линия | Расстояние | Следующая станция |
| ------------------ | ---------- | ----- | ---------- | ----------------- |
| Колумбусплац       | 711 м      |       | 553 м      | Унтерсбергштрассе |